# NGC 338
NGC 338 es una galaxia espiral de la constelación de Piscis. 
Fue descubierta el 1877 por el astrónomo Ernst Wilhelm Leberecht Tempel.